# Ulica Panewnicka w Katowicach
Ulica Panewnicka w Katowicach (niem. Klosterstraße) – ulica w Katowicach położona w dzielnicy Ligota-Panewniki. Łączy Ligotę, Panewniki, Wymysłów i Stare Panewniki. Prowadzi do Kochłowic – dzielnicy Rudy Śląskiej. Ulica swoją nazwę wzięła od części Katowic – Panewnik.

## Historia

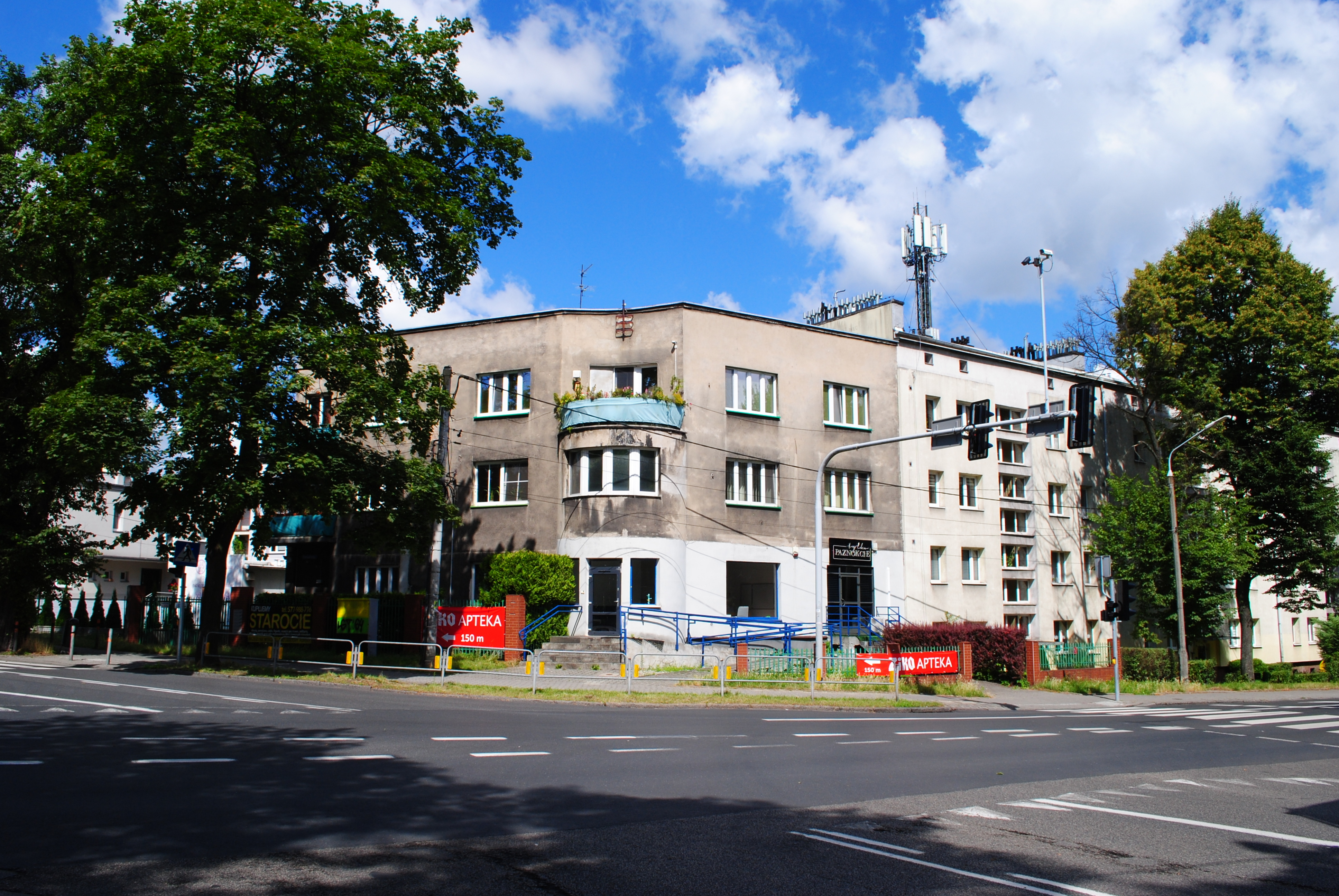
Skrzyżowanie ulicy Panewnickiej i ulicy Piotrowickiej

Ulica Panewnicka w czasach niemieckich (do 1922 roku i w czasie II wojny światowej) nosiła nazwę Klosterstraße. W latach 1831–1840 na rogu dzisiejszych ulic Panewnickiej i Łąkowej wzniesiono szkołę podstawową, czynną do lat trzydziestych XX wieku. Po północnej stronie drogi w dwudziestoleciu międzywojennym Dyrekcja Kolei Państwowych wzniosła osiedle dla jej pracowników i emerytowanych kolejarzy. 
We wrześniu 1939 roku Niemcy dokonali mordu w lasach panewnickich na harcerzach i powstańcach. Po wojnie ekshumowano ich zwłoki i przewieziono na cmentarz przy ulicy Panewnickiej. W 1961 roku odsłonięto tam pomnik na wspólnej mogile dla uczczenia pamięci pomordowanych. Od 1950 roku pod numerem 63 swoją siedzibę posiada prowincja Zgromadzenia Sióstr Służebniczek NMP Niepokalanie Poczętej. Dnia 22 marca 1981 roku erygowano parafię św. Antoniego z Padwy z siedzibą w klasztorze filialnym franciszkanów przy ul. Panewnickiej 463. 
Rejon ulicy Piotrowickiej i ulicy Panewnickiej to dawne, silnie przekształcone skrzyżowanie z lokalnymi ośrodkami usługowymi. Pomiędzy ul. Panewnicką, ul. Bałtycką i ul. Partyzantów w Wymysłowie w latach 1979–1983 wybudowano osiedle mieszkaniowe, składające się z trzypiętrowych budynków. Uchwałą Rady Miasta Katowic z dnia 26 kwietnia 2010 roku plac, położony u zbiegu ul. Piotrowickiej i ul. Panewnickiej, otrzymał nazwę skwer Bolesława Szabelskiego; rondo, będące skrzyżowaniem ul. Panewnickiej i ul. Owsianej, uchwałą Rady Miasta Katowice z dnia 22 lutego 2009 roku otrzymało nazwę rondo ojca Euzebiusza Huchrackiego; plac, leżący przed klasztorem franciszkanów, uchwałą Rady Miasta Katowice z dnia 26 lipca 2010 roku otrzymał nazwę plac Klasztorny.
4 czerwca 2023 roku abp Wiktor Skworc uroczyście poświęcił nowy kościół parafialny staropanewnickiej parafii, który zastąpił dotychczasowy budynek.

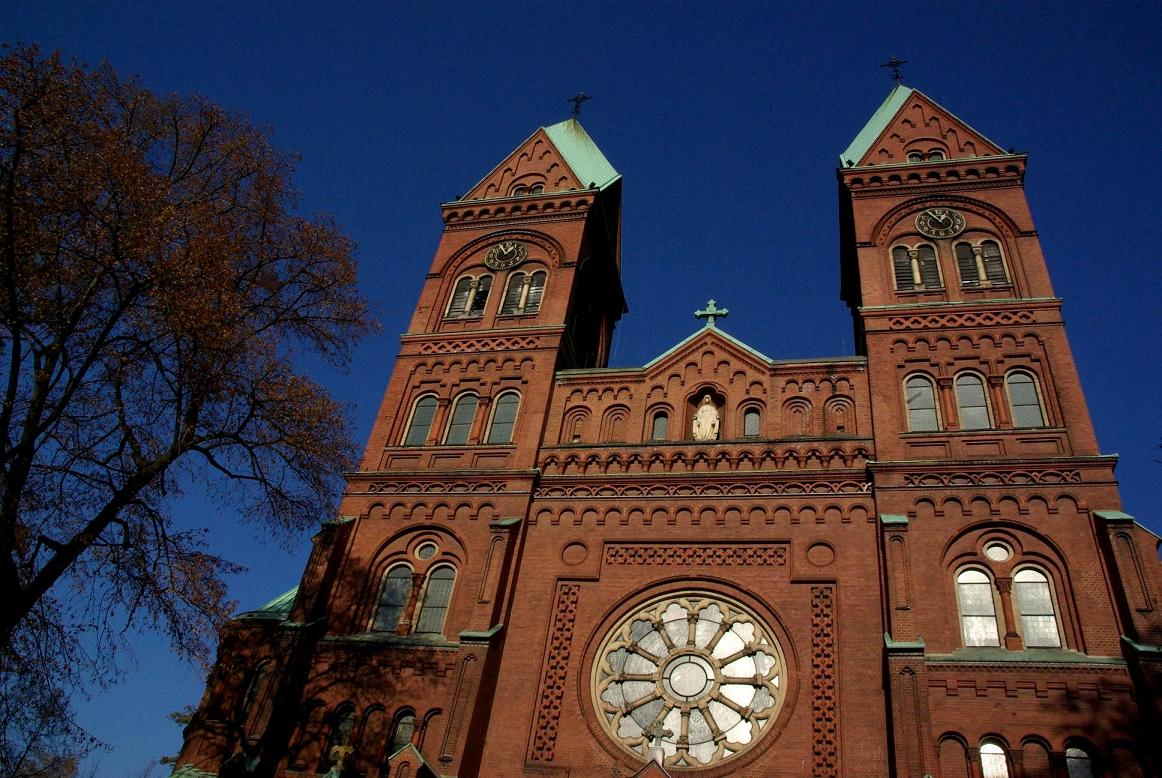
Bazylika św. Ludwika Króla i Wniebowzięcia Najświętszej Maryi Panny

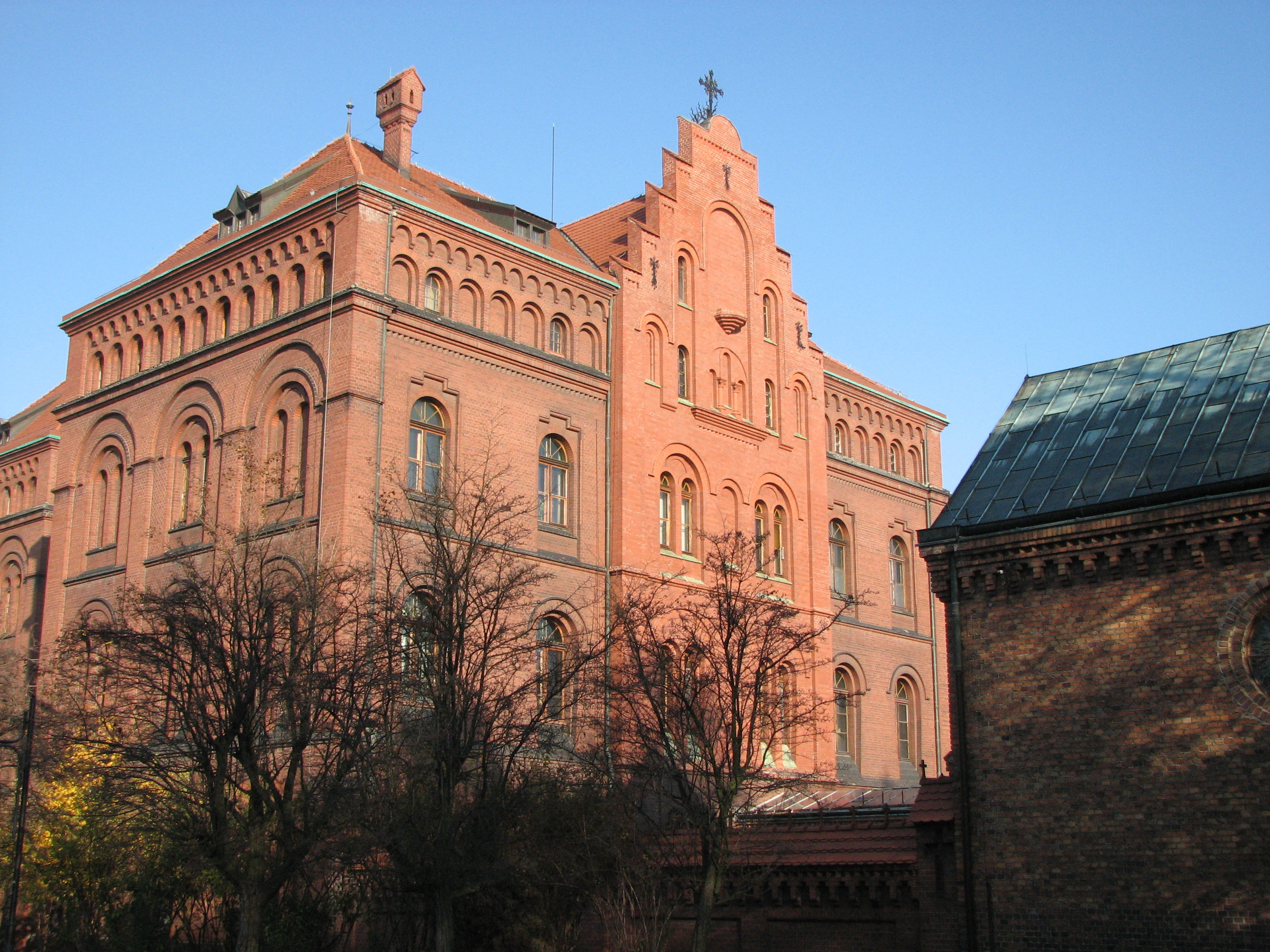
Klasztor Ojców Franciszkanów (ul. Panewnicka 76)

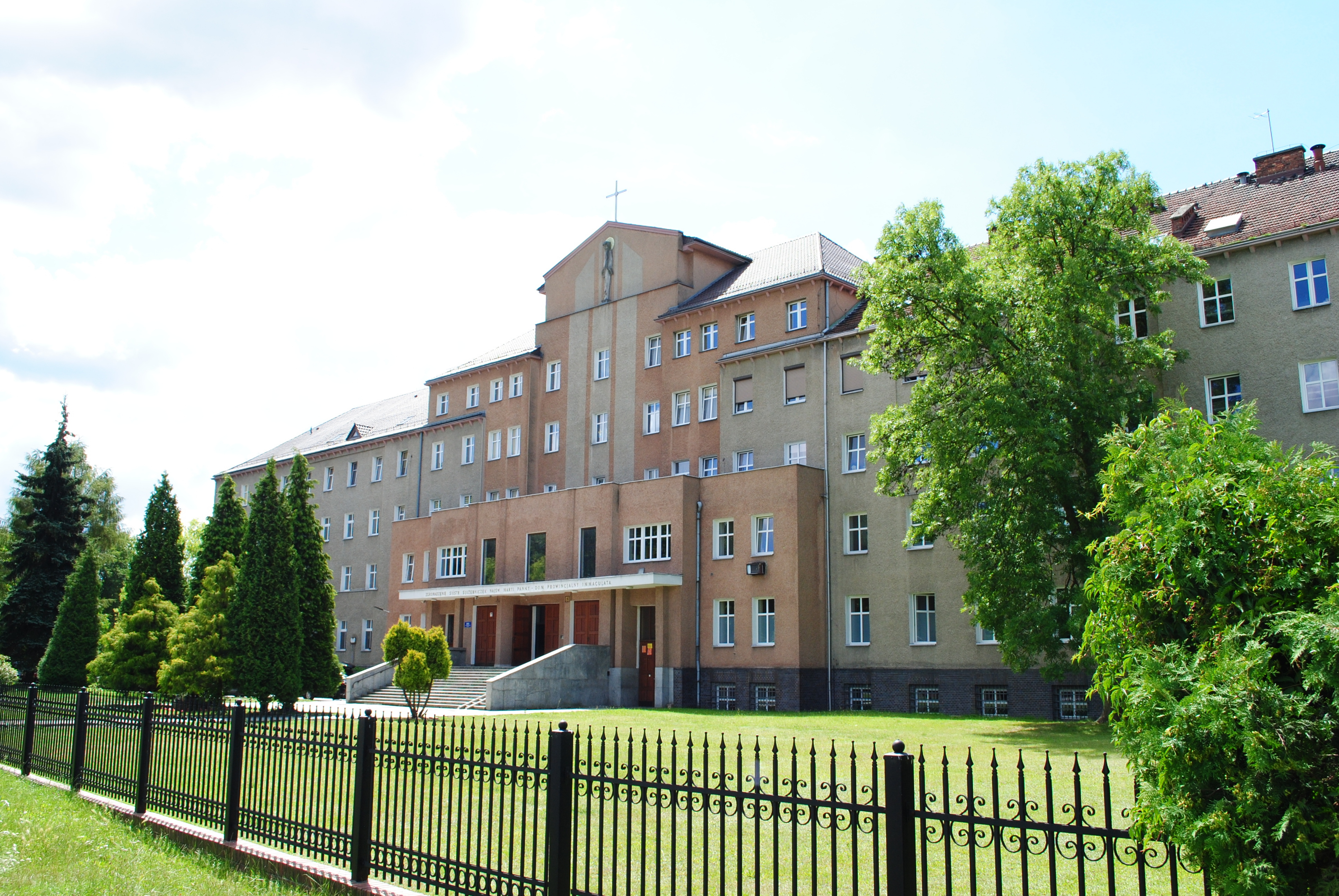
Dom zakonny Zgromadzenia Sióstr Służebniczek NMP w Panewnikach

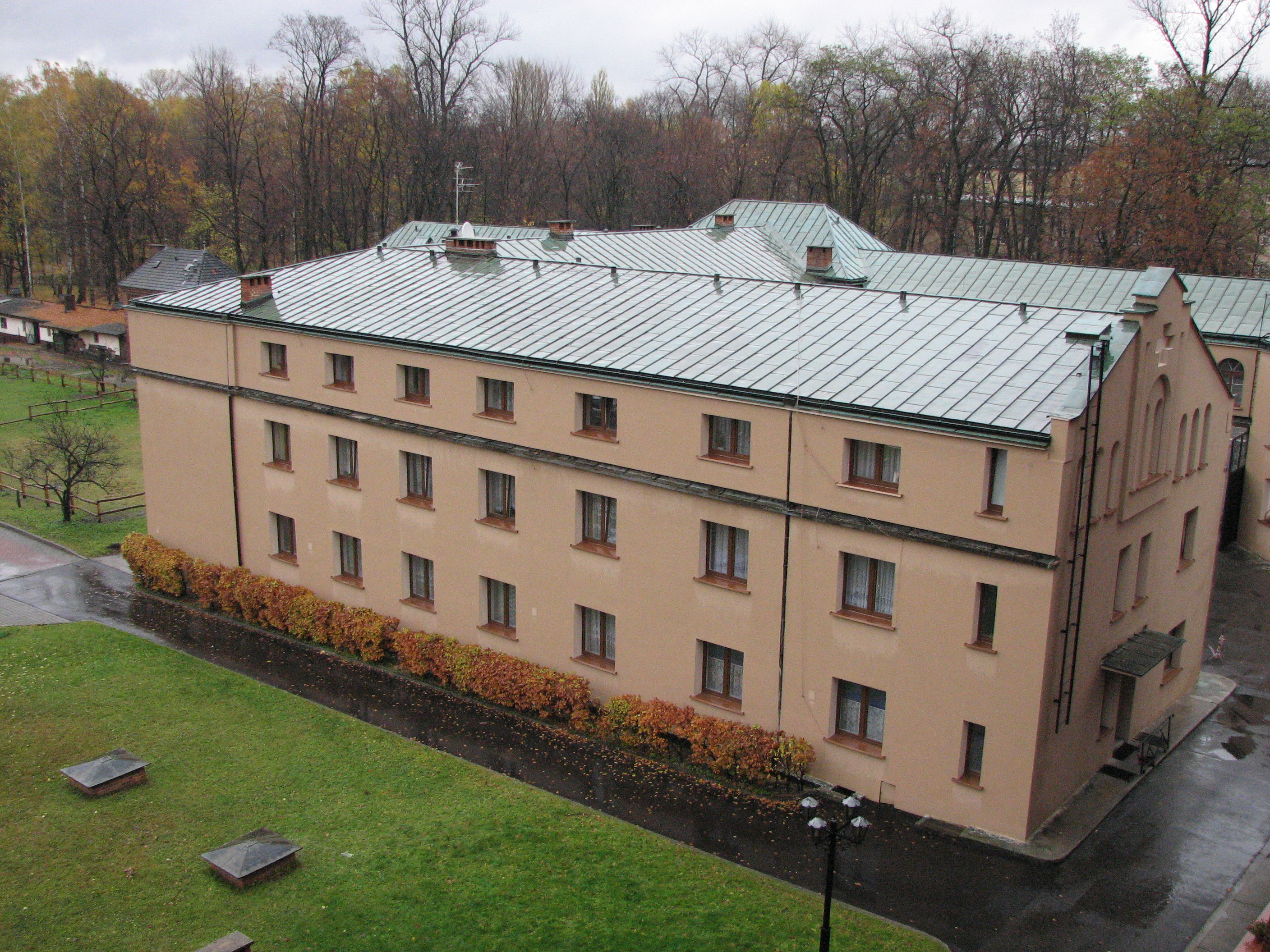
Wyższe Seminarium Duchowne Braci Mniejszych (ul. Panewnicka 76)

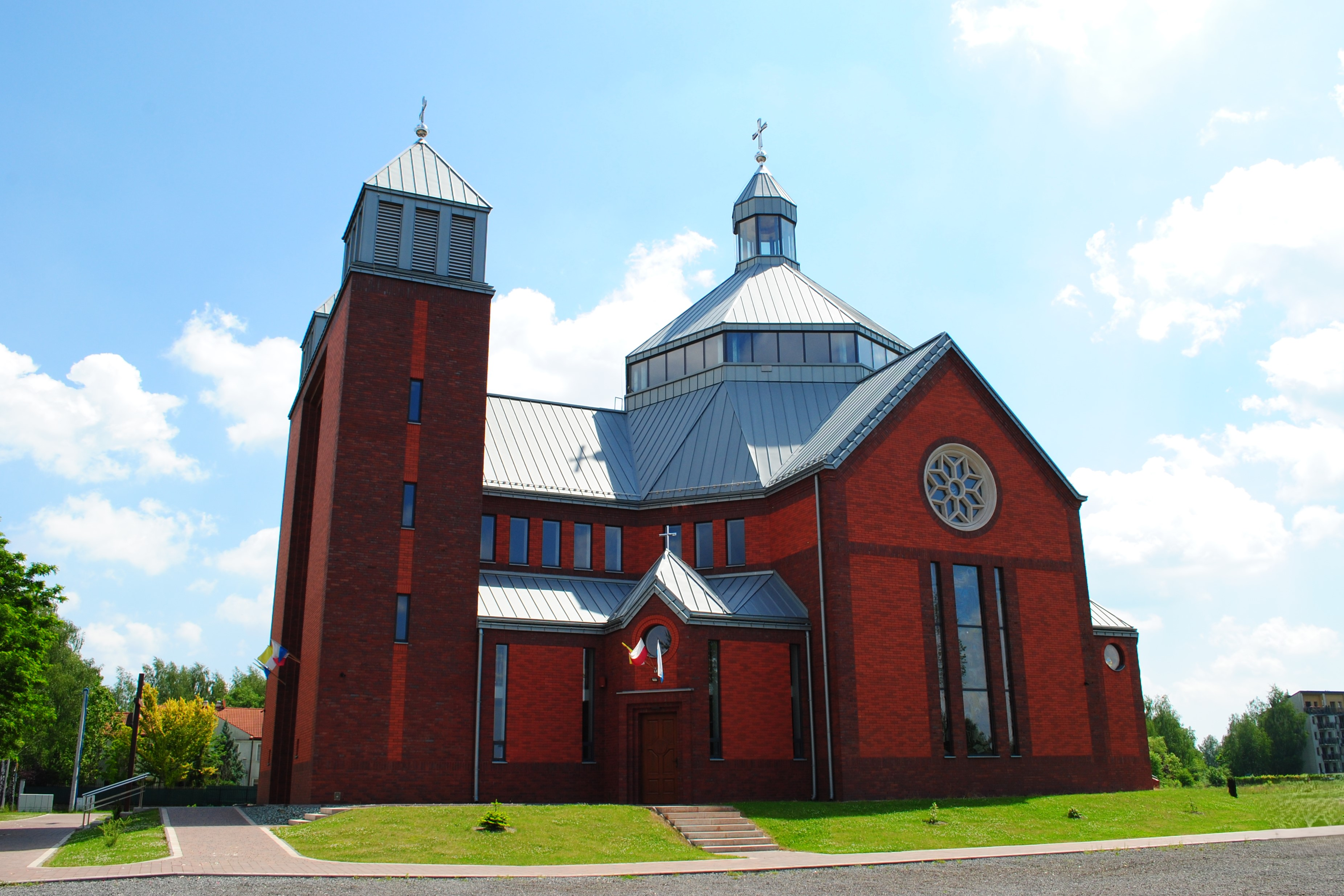
Kościół św. Antoniego Padewskiego w Starych Panewnikach

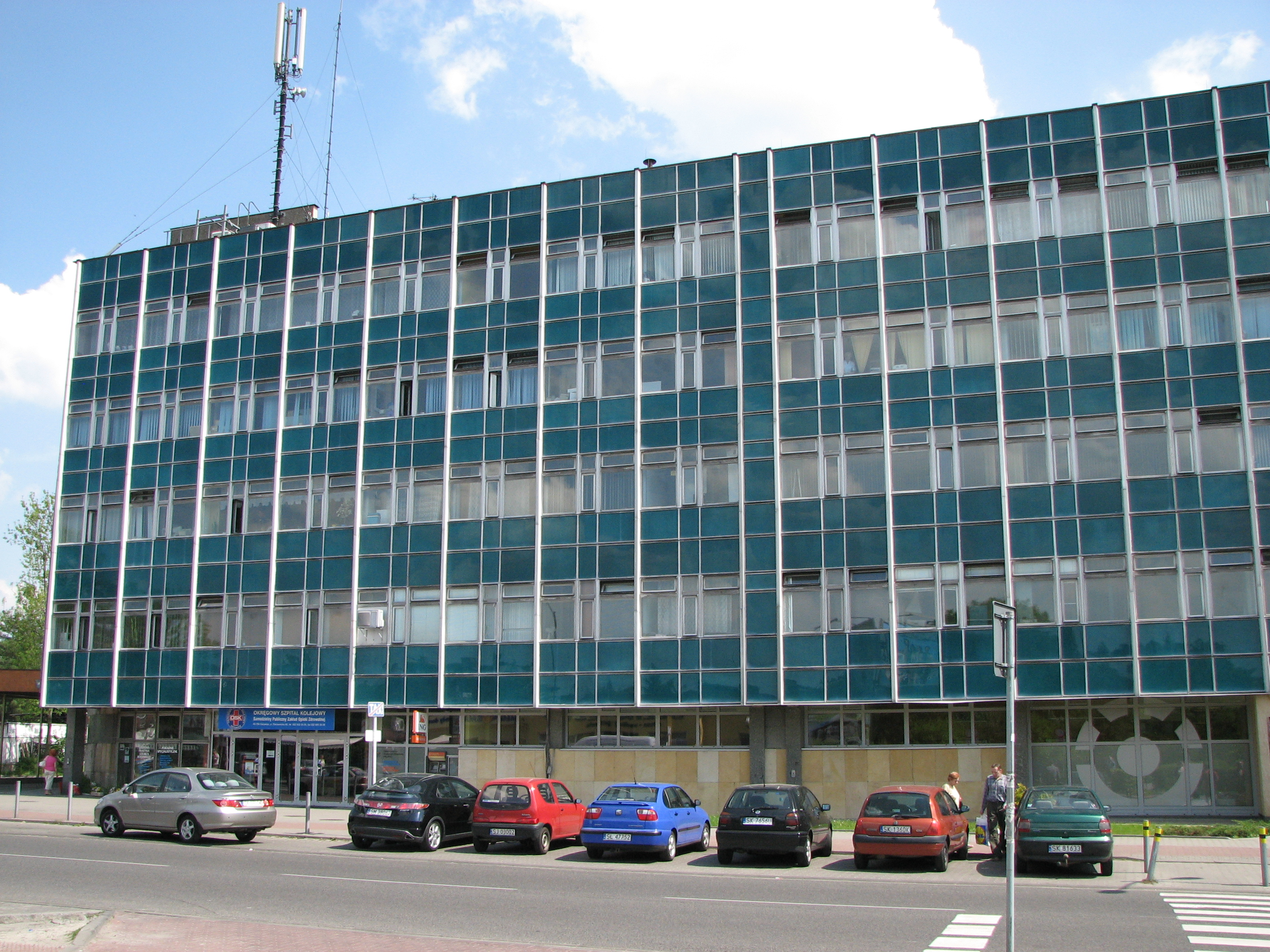
Okręgowy Szpital Kolejowy (ul. Panewnicka 65)

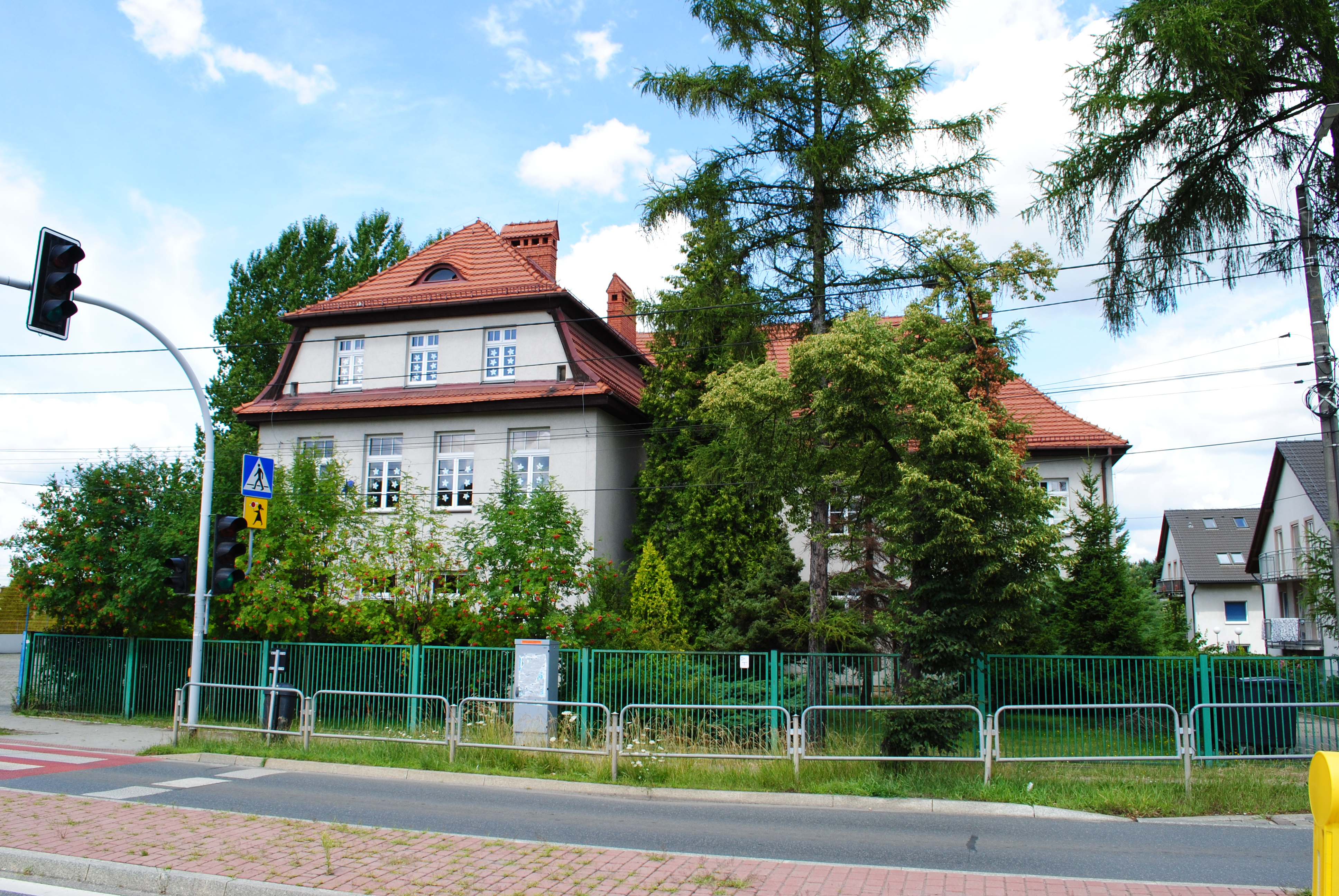
Gmach Szkoły Podstawowej nr 9 im. J. Brzechwy (ul. Panewnicka 172)

## Infrastruktura
Według badań Urzędu Miasta Katowice z 2007 roku na osiedlu pomiędzy ul. Zielonogórską, ul. Panewnicką i ul. Piotrowicką udział powierzchni zabudowanej w powierzchni terenu wynosi 20%, wskaźnik intensywności zabudowy (netto) – 0,80 WIZ, średnia ważona liczby kondygnacji – 4. Ulica jest drogą klasy zbiorczej; biegnie pod nią magistrala wodociągowa Ø 500 mm i sieć wodociągowa Ø 150 mm oraz kanał zbiorczy odprowadzający ścieki Ø 600 mm i gazociąg niskiego ciśnienia Ø 300 mm.
Ulicą kursują autobusy na zlecenie Zarządu Transportu Metropolitalnego (ZTM).

## Obiekty zabytkowe
Przy ulicy Panewnickiej znajdują się następujące historyczne obiekty:
- budynek VII Liceum Ogólnokształcącego im. Harcerzy Obrońców Katowic (ul. Panewnicka 13); wzniesiony w latach 1936–1938, przebudowany w latach pięćdziesiątych XX wieku[16]; objęty ochroną konserwatorską[16], ochronie podlegają: skala i forma historyczna, dach płaski, cechy stylowe i detale architektoniczne: ryzality, poziome oraz pionowe pasy okien, przeszklony narożnik, historyczna kolorystyka, kształt, wielkość i rozmieszczenie otworów okiennych i drzwiowych i podziały stolarki[14]; w budynku znajduje się tablica pamiątkowa, poświęcona harcerkom i harcerzom śląskim, poległym i zamęczonym w latach 1939–1945; tablice nagrobne harcerzy i powstańców śląskich zamordowanych w Katowicach w 1939 przeniesiono z mogiły na panewnickim cmentarzu[17];
- blok mieszkalny (ul. Panewnicka 14), wybudowany w latach pięćdziesiątych XX wieku w stylu socrealizmu[16];
- kamienica mieszkalna w ogrodzie (ul. Panewnicka 22), wzniesiona w latach trzydziestych XX wieku w stylu funkcjonalizmu[16];
- fragment zespołu zabudowy kolonii urzędniczej (ul. Panewnicka 23, 25, 27); ochronie podlegają: skala wraz z formą historyczną, cechy stylowe i detale architektoniczne, kształt, wielkość, rozmieszczenie otworów okiennych i drzwiowych, ich podziały oraz płaski dach[14][16]:
  - dom mieszkalny (ul. Panewnicka 23), wzniesiony w latach czterdziestych XX wieku,
  - willa w ogrodzie (ul. Panewnicka 27), wzniesiona w latach trzydziestych XX wieku, w stylu funkcjonalizmu;
- kamienica mieszkalna w ogrodzie (ul. Panewnicka 24), wzniesiona w latach trzydziestych XX wieku w stylu funkcjonalizmu[16];
- kamienica mieszkalna w ogrodzie (ul. Panewnicka 28), wzniesiona w latach trzydziestych XX wieku w stylu funkcjonalizmu[16];
- willa mieszkalna w ogrodzie (ul. Panewnicka 29), wzniesiona w latach trzydziestych XX wieku w stylu funkcjonalizmu[16];
- historyczna zabudowa mieszkaniowo-usługowa (ul. Panewnicka 30, 32, 34, 36, 38, 38a, 40); ochronie podlegają: skala wraz z formą historyczną, cechy stylowe i detale architektoniczne, płaski dach; kształt, wielkość oraz rozmieszczenie otworów okiennych i drzwiowych, ich podziały, zachowana prosta forma ogrodzeń oraz starodrzew[14]:
  - kamienica mieszkalna (ul. Panewnicka 30), wzniesiona w latach trzydziestych XX wieku, w stylu funkcjonalizmu,
  - willa w ogrodzie (ul. Panewnicka 34), wzniesiona w latach trzydziestych XX wieku, w stylu funkcjonalizmu,
  - kamienica w ogrodzie (ul. Panewnicka 36/38), wzniesiona w latach trzydziestych XX wieku, w stylu funkcjonalizmu,
  - willa w ogrodzie (ul. Panewnicka 38a), wzniesiona w latach trzydziestych XX wieku, w stylu funkcjonalizmu,
  - kamienica – dawna restauracja i pensjonat (ul. Panewnicka 40), wzniesiona w latach trzydziestych XX wieku;
- willa mieszkalna w ogrodzie (ul. Panewnicka 31), wzniesiona w latach trzydziestych XX wieku w stylu funkcjonalizmu[16];
- willa mieszkalna w ogrodzie (ul. Panewnicka 35), wzniesiona w latach trzydziestych XX wieku w stylu funkcjonalizmu[16];
- kamienica mieszkalna w ogrodzie (ul. Panewnicka 39), wzniesiona w latach trzydziestych XX wieku w stylu funkcjonalizmu[16];
- kamienica mieszkalna w ogrodzie (ul. Panewnicka 41), wzniesiona w latach trzydziestych XX wieku w stylu funkcjonalizmu[16];
- domy mieszkalne pracowników kolei (ul. Panewnicka 48/50, 60), wybudowane w latach trzydziestych XX wieku w stylu modernizmu[16];
- budynki mieszkalne (ul. Panewnicka 52/54), wzniesione w latach trzydziestych XX wieku[16];
- domy mieszkalne pracowników kolei (ul. Panewnicka 56/58), wybudowane w latach trzydziestych XX wieku w stylu modernizmu[16];
- kamienica mieszkalna w ogrodzie (ul. Panewnicka 62), wzniesiona w latach trzydziestych XX wieku w stylu funkcjonalizmu[16];
- klasztor SS Służebniczek (ul. Panewnicka 63), wzniesiony w dwudziestoleciu międzywojennym w stylu funkcjonalizmu/modernizmu[16];
- dom mieszkalno-usługowy (ul. Panewnicka 67)[16];
- budynek przedszkola (ul. Panewnicka 73)[16];
- dawny ratusz gminy – obecnie poczta (ul. Panewnicka 75), wzniesiony w pierwszej ćwierci XX wieku w stylu modernizmu/historyzmu[16];
- zespół kościoła i klasztoru ojców franciszkanów (ul. Panewnicka 76)[18]; wpisany do rejestru zabytków dnia 19 lutego 1973 (nr rej.: 1202/73); zbudowany w latach 1905–1908 według planów brata Mansuetusa Fromma OFM, w stylu neoromańskim[19]; w skład zespołu wchodzą:
  - klasztor Ojców Franciszkanów; znajduje się w nim Wyższe Seminarium Duchowne Braci Mniejszych, afiliowane od 1982 do Papieskiej Akademii Teologicznej w Krakowie;
  - bazylika mniejsza św. Ludwika Króla i Wniebowzięcia Najświętszej Maryi Panny[18]; kamień węgielny pod budowę położono w 1906, świątynia wraz z klasztorem powstała w 1907, budowniczym kościoła był ojciec Wilhelm Rogosz, uroczysta konsekracja miała miejsce 19 lipca 1908, dokonał jej kardynał Georg Kopp, metropolita wrocławski[20]; główny ołtarz umieszczono w prezbiterium w 1909; od 12 listopada 1974 kościół posiada tytuł bazyliki mniejszej, nadanej przez papieża Pawła VI[21];
  - zabytkowa Kalwaria Panewnicka ze stacjami drogi krzyżowej;
- kamienica mieszkalna (ul. Panewnicka 77)[16];
- dom mieszkalno-usługowy (ul. Panewnicka 79)[16];
- budynek klasztoru sióstr służebniczek śląskich (Dom św. Anny, ul. Panewnicka 84), wzniesiony na początku XX wieku w stylu modernizmu/historyzmu[16];
- dom mieszkalno-usługowy (ul. Panewnicka 88)[16];
- dom mieszkalno-usługowy (ul. Panewnicka 96)[16];
- dom mieszkalno-usługowy (ul. Panewnicka 98)[16];
- dom mieszkalno-usługowy (ul. Panewnicka 100)[16];
- kamienica mieszkalna w ogrodzie (ul. Panewnicka 105), wybudowana w latach trzydziestych XX wieku w stylu funkcjonalizmu[16];
- kamienica mieszkalna w ogrodzie (ul. Panewnicka 124b), wybudowana w latach trzydziestych XX wieku w stylu funkcjonalizmu[16];
- kamienica mieszkalna w ogrodzie (ul. Panewnicka 126), wybudowana w latach trzydziestych XX wieku w stylu funkcjonalizmu[16];
- kamienica mieszkalna (ul. Panewnicka 142), wzniesiona na przełomie XIX i XX wieku w stylu historyzmu, później przebudowana[16];
- budynek szkoły (ul. Panewnicka 172), wzniesiony w pierwszej ćwierci XX wieku w stylu modernizmu, rozbudowany w drugiej połowie XX wieku[16]; obecnie swoją siedzibę pod numerem 172 ma Szkoła Podstawowa nr 9 im. Jana Brzechwy;
- zagroda wiejska (ul. Panewnicka 254), wybudowana w 1853, przebudowana w 1922[16];
- krzyż na postumencie (ul. Panewnicka 260), wzniesiony na początku XX wieku[16];
- kapliczka murowana (ul. Panewnicka 274a), wybudowana na początku XX wieku[16];
- dawny pensjonat – tzw. „zameczek myśliwski” (ul. Panewnicka 374b), wzniesiony w połowie XIX wieku, później przebudowany[16];
- dom w ogrodzie (ul. Panewnicka 435), wybudowany w drugiej połowie XIX wieku w stylu historyzmu, później przebudowany[16];
- dom w ogrodzie (ul. Panewnicka 439)[16].

## Pomniki
Przy ul. Panewnickiej zlokalizowane są następujące pomniki i obeliski:
- pomnik bł. Edmunda Bojanowskiego (dziedziniec klasztoru SS Służebniczek NMP przy ul. Panewnickiej 63),
- pomnik św. Jadwigi Śląskiej (na placu Klasztornym),
- pomnik Obrońców Katowic (na cmentarzu komunalnym w Panewnikach),
- pomnik Ofiar Stalinizmu (na cmentarzu komunalnym w Panewnikach),
- głaz upamiętniający przybycie franciszkanów do Panewnik,
- dąb papieski,
- Krzyż Misyjny z symbolicznym grobem dzieci nienarodzonych i przedwcześnie zmarłych.

## Instytucje
Przy ulicy Panewnickiej swoją siedzibę mają:
- VII Liceum Ogólnokształcące im. Harcerzy Obrońców Katowic (ul. Panewnicka 13);
- cmentarz komunalny (ul. Panewnicka 45); na cmentarzu znajduje się grób Bolesława Szabelskiego – polskiego kompozytora oraz symboliczna mogiła żołnierzy wojskowych organizacji niepodległościowych, poległych w latach 1945–1956[17];
- prowincja katowicka Zgromadzenia Sióstr Służebniczek NMP (ul. Panewnicka 63);
- dom prowincjalny sióstr służebniczek − Immacolata (ul. Panewnicka 63);
- Okręgowy Szpital Kolejowy (ul. Panewnicka 65), oddziały: wewnętrzny, okulistyczny, noworodków, neurologiczny, ginekologiczno-położniczy, chirurgiczny; poradnie specjalistyczne;
- wytwórnia lodów „Italiana” (ul. Panewnicka 67);
- Miejskie Przedszkole nr 40 (ul. Panewnicka 73);
- Urząd Pocztowy Katowice 19 (ul. Panewnicka 75);
- klasztor Zakonu Braci Mniejszych Ojców Franciszkanów w Panewnikach (ul. Panewnicka 76);
- parafia rzymskokatolicka pw. Świętego Ludwika Króla i Wniebowzięcia NMP (ul. Panewnicka 76) wraz z bazyliką mniejszą św. Ludwika Króla i Wniebowzięcia Najświętszej Maryi Panny[18];
- prowincja pw. Wniebowzięcia NMP Zakonu Braci Mniejszych Ojców Franciszkanów (ul. Panewnicka 76);
- Franciszkański Ośrodek Duszpasterstwa Akademickiego (FODA) (ul. Panewnicka 76), działający od 1966;
- Wyższe Seminarium Duchowne Braci Mniejszych (ul. Panewnicka 76);
- Dom św. Anny, klasztor sióstr służebniczek (ul. Panewnicka 84);
- Fundacja Napraw Sobie Miasto (ul. Panewnicka 126);
- Przedszkole Niepubliczne „Sezamkowo” (ul. Panewnicka 154);
- Szkoła Podstawowa nr 9 im. Jana Brzechwy (ul. Panewnicka 172);
- Miejskie Przedszkole nr 80 (ul. Panewnicka 349);
- „Za-Met” Zakłady Metalowe Spółdzielnia Inwalidów (ul. Panewnicka 375);
- klasztor Zakonu Braci Mniejszych Ojców Franciszkanów w Starych Panewnikach (ul. Panewnicka 451)[23];
- Warsztat Terapii Zajęciowej Stowarzyszenie na Rzecz Niepełnosprawnych SPES (ul. Panewnicka 451);
- parafia rzymskokatolicka pw. świętego Antoniego Padewskiego w Starych Panewnikach (ul. Panewnicka 451)[23];
- niepubliczne zakłady opieki zdrowotnej oraz gabinety lekarskie;
- przedsiębiorstwa i firmy handlowo-usługowe.